# Boleslav I. Falkenberský
Boleslav I. Falkenberský či Opolsko-Falkenberský († 1362/65) byl opolský, falkenberský a střelecký kníže z rodu slezských Piastovců.
Byl nejstarším synem opolského knížete Boleslava I. Občas je zván Prvorozený, jelikož jeho mladší bratr se také jmenuje Boleslav. Jeho druhým bratrem byl Albert Střelecký. Dne 18. února 1327 uznal v Opavě lenní svrchovanost českého krále Jana Lucemburského nad svým knížectvím. V roce 1337 odkoupil od téhož Prudnicko, doposud přináležející k Opavsku.